# Canis simensis
Il caberù (Canis simensis), noto anche come simenia, lupo del Simien o lupo etiope, è un canide originario dell'acrocoro etiopico. Simile al coyote per forma e dimensioni, si distingue per il cranio più lungo e affusolato e per il caratteristico manto rosso e bianco. A differenza della maggior parte dei canidi, noti per essere predatori poco selettivi, il caberù è altamente specializzato nella caccia ai roditori afroalpini.
Attualmente, l'areale della specie è limitato a sette aree montuose situate tra i 3 000 e i 4 500 metri di altitudine. Nel 2011, la popolazione era stimata tra i 360 e i 440 esemplari, metà dei quali viveva nelle montagne di Bale. Questa scarsità fa del caberù uno dei canidi più rari al mondo e il carnivoro africano più a rischio di estinzione.
A causa della ridotta popolazione e dell'areale frammentato, l'IUCN lo ha classificato come specie a rischio. Tra le principali minacce vi sono il degrado ambientale causato dall'eccessivo sfruttamento dei pascoli e le malattie trasmesse dai cani randagi. La sua conservazione è affidata all'Ethiopian Wolf Conservation Programme dell'Università di Oxford, che opera attraverso campagne di vaccinazione e iniziative comunitarie volte a proteggere questa specie unica.

## Storia
Il resoconto scritto più antico sulla specie si trova nella Collectanea rerum memorabilium di Gaio Giulio Solino, risalente al III secolo dopo Cristo. Tuttavia, alcuni naturalisti ipotizzano che queste descrizioni possano riferirsi al licaone.
(Gaio Giulio Solino)

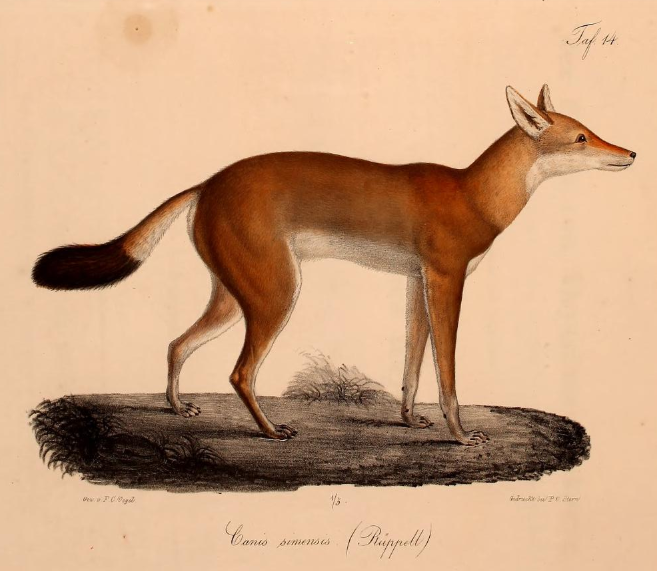
Rappresentazione artistica di Rüppell (1835).

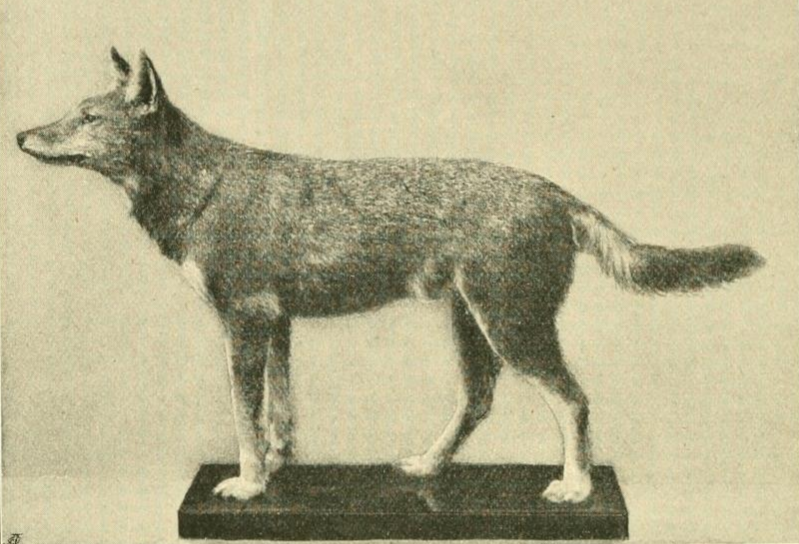
Esemplare montato (1902), uno dei primi esemplari dopo il 1835 a raggiungere l'Europa.

La specie fu descritta scientificamente per la prima volta nel 1835 da Eduard Rüppell, che inviò un teschio al British Museum. Gli scrittori europei, durante i loro viaggi in Abissinia, notarono che gli indigeni non indossavano mai la pelliccia dell'animale, temendo che i peli potessero causare la morte se entrati in contatto con ferite aperte. Charles Darwin ipotizzò che il caberù fosse l'antenato dei levrieri, ma questa teoria fu smontata con l'avvento della biologia molecolare, che dimostrò che tutti i cani discendono dal lupo grigio. Non vi furono ulteriori studi sulla specie fino ai primi anni del XX secolo, quando il Maggiore Percy Horace Gordon Powell-Cotton inviò in Inghilterra diverse pellicce raccolte durante i suoi viaggi in Abissinia.
Il caberù fu riconosciuto come specie in via d'estinzione già nel 1938, ma la protezione legale arrivò solo nel 1974. I primi studi approfonditi risalgono agli anni 1980, con il progetto statunitense Bale Mountains Research Project. Durante la guerra civile etiope, la popolazione presente nel Parco nazionale delle montagne di Bale subì gravi perdite, ma fu negli anni 1990 che le minacce alla specie divennero evidenti: un'epidemia di rabbia devastò gran parte dei branchi della valle del Web e dell'altopiano di Sanetti, mentre i bracconieri intensificarono le loro attività. In risposta, nel 1994 la IUCN riclassificò la specie come in pericolo critico. Il Canid Specialist Group della IUCN/SSC sviluppò una strategia su tre fronti: educazione pubblica, monitoraggio dei branchi e controllo della rabbia tra i cani randagi. Un anno dopo, l'Università di Oxford avviò il programma Ethiopian Wolf Conservation Programme nelle montagne di Bale.
Negli altopiani etiopi centrali fu scoperta un'altra popolazione di caberù. Tuttavia, i dati relativi alla specie nelle altre regioni erano scarsi. Sebbene il caberù fosse stato descritto nel 1835 come abitante dei monti Semièn, la mancanza di avvistamenti recenti indicava un probabile declino della specie. I resoconti sull'acrocoro del Gojjam, risalenti a tempi più antichi, risultavano troppo datati per essere utili. Tra il 1900 e le fine degli anni 1950, i caberù furono avvistati sui monti d'Arsi e sull'altopiano di Bale. Negli anni 1990, le condizioni della specie furono rivalutate: si scoprì che il caberù era localmente estinto nei monti Choke, nel Gojjam e in altre aree afroalpine settentrionali, dove l'agricoltura era molto sviluppata. Questi dati evidenziarono la necessità di proteggere non solo la popolazione delle montagne di Bale, ma anche quelle residue altrove. A distanza di un decennio dall'epidemia di rabbia, le popolazioni di Bale avevano recuperato i numeri pre-crisi. Questo portò la IUCN, nel 2004, a riclassificare il caberù come specie a rischio, anche se rimane tuttora uno degli animali più rari.

## Tassonomia ed evoluzione

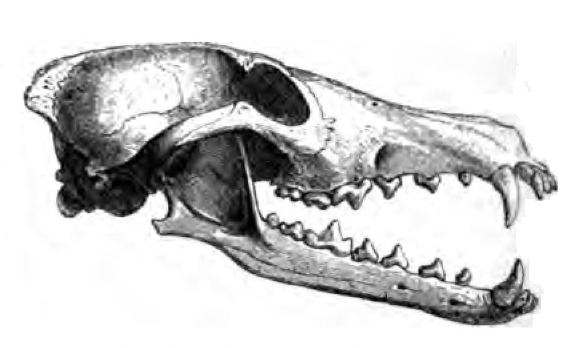
Teschio. Malgrado la sua parentela con il lupo grigio, l'evoluzione convergente ha prodotto un cranio simile in forma a quello degli sciacalli africani e del crisocione.

Sebbene in Eurasia siano stati ritrovati resti fossili di canidi lupini risalenti al Pleistocene superiore, non sono mai stati segnalati fossili di caberù. Un'analisi del DNA mitocondriale condotta nel 1994 indicò che il caberù è più strettamente imparentato con il lupo grigio e il coyote rispetto agli altri canidi africani. Si ipotizzò che potesse rappresentare una reliquia evolutiva di una stirpe di lupi che, dall'Eurasia, aveva invaso il Nordafrica. Gli antenati del caberù si adattarono agli ambienti afroalpini diventando predatori specializzati di roditori, abbondanti in quei contesti. Questo adattamento si riflette nella morfologia del cranio, allungato e con denti ben spaziati. Durante questo periodo, la specie raggiunse il massimo della sua diffusione, occupando un areale ampio e connesso. Tuttavia, circa 15 000 anni fa, con l'arrivo dell'attuale periodo interglaciale, l'areale del caberù si frammentò, isolando le popolazioni.
Inizialmente, John Edward Gray e Glover Morrill Allen classificarono il caberù in un genere distinto da Canis, denominato Simenia. Al contrario, Oscar Neumann lo descrisse come "solo una volpe esagerata". Successivamente, Juliet Clutton-Brock lo reintegrò nel genere Canis dopo aver osservato similitudini tra il cranio del caberù e quello dello sciacallo striato.
Nel 2015, uno studio sulle sequenze genomiche mitocondriali e nucleari dei canidi africani ed euroasiatici rivelò che il caberù si era diversificato dalla linea evolutiva del lupo grigio e del coyote prima ancora dello sciacallo dorato, i cui antenati risalgono a circa 1,9 milioni di anni fa. Ulteriori ricerche sulle sequenze RAD hanno suggerito che la specie si sia incrociata con il lupo africano.
|  | \| \| Cane \| \| \| \| \| \| Lupo grigio \| \| \| \| |
|  |                                                      |
|  | Coyote                                               |
|  |                                                      |
|  | Cane                                                 |
|  |                                                      |
|  | Lupo grigio                                          |
|  |                                                      |

|  | Cane        |
|  |             |
|  | Lupo grigio |
|  |             |

|  | \| \| Cane \| \| \| \| \| \| Lupo grigio \| \| \| \| |
|  |                                                      |
|  | Coyote                                               |
|  |                                                      |
|  | Cane                                                 |
|  |                                                      |
|  | Lupo grigio                                          |
|  |                                                      |

|  | Cane        |
|  |             |
|  | Lupo grigio |
|  |             |

|  | \| \| Cane \| \| \| \| \| \| Lupo grigio \| \| \| \| |
|  |                                                      |
|  | Coyote                                               |
|  |                                                      |
|  | Cane                                                 |
|  |                                                      |
|  | Lupo grigio                                          |
|  |                                                      |

|  | Cane        |
|  |             |
|  | Lupo grigio |
|  |             |

|  | \| \| Cane \| \| \| \| \| \| Lupo grigio \| \| \| \| |
|  |                                                      |
|  | Coyote                                               |
|  |                                                      |
|  | Cane                                                 |
|  |                                                      |
|  | Lupo grigio                                          |
|  |                                                      |

|  | Cane        |
|  |             |
|  | Lupo grigio |
|  |             |

|  | \| \| Cane \| \| \| \| \| \| Lupo grigio \| \| \| \| |
|  |                                                      |
|  | Coyote                                               |
|  |                                                      |
|  | Cane                                                 |
|  |                                                      |
|  | Lupo grigio                                          |
|  |                                                      |

|  | Cane        |
|  |             |
|  | Lupo grigio |
|  |             |

|  | \| \| Cane \| \| \| \| \| \| Lupo grigio \| \| \| \| |
|  |                                                      |
|  | Coyote                                               |
|  |                                                      |
|  | Cane                                                 |
|  |                                                      |
|  | Lupo grigio                                          |
|  |                                                      |

|  | Cane        |
|  |             |
|  | Lupo grigio |
|  |             |

|  | \| \| Cane \| \| \| \| \| \| Lupo grigio \| \| \| \| |
|  |                                                      |
|  | Coyote                                               |
|  |                                                      |
|  | Cane                                                 |
|  |                                                      |
|  | Lupo grigio                                          |
|  |                                                      |

|  | Cane        |
|  |             |
|  | Lupo grigio |
|  |             |

|  | \| \| Cane \| \| \| \| \| \| Lupo grigio \| \| \| \| |
|  |                                                      |
|  | Coyote                                               |
|  |                                                      |
|  | Cane                                                 |
|  |                                                      |
|  | Lupo grigio                                          |
|  |                                                      |

|  | Cane        |
|  |             |
|  | Lupo grigio |
|  |             |

|  | \| \| Cane \| \| \| \| \| \| Lupo grigio \| \| \| \| |
|  |                                                      |
|  | Coyote                                               |
|  |                                                      |
|  | Cane                                                 |
|  |                                                      |
|  | Lupo grigio                                          |
|  |                                                      |

|  | Cane        |
|  |             |
|  | Lupo grigio |
|  |             |

|  | \| \| Cane \| \| \| \| \| \| Lupo grigio \| \| \| \| |
|  |                                                      |
|  | Coyote                                               |
|  |                                                      |
|  | Cane                                                 |
|  |                                                      |
|  | Lupo grigio                                          |
|  |                                                      |

|  | Cane        |
|  |             |
|  | Lupo grigio |
|  |             |

|  | \| \| Cane \| \| \| \| \| \| Lupo grigio \| \| \| \| |
|  |                                                      |
|  | Coyote                                               |
|  |                                                      |
|  | Cane                                                 |
|  |                                                      |
|  | Lupo grigio                                          |
|  |                                                      |

|  | Cane        |
|  |             |
|  | Lupo grigio |
|  |             |

|  | \| \| Cane \| \| \| \| \| \| Lupo grigio \| \| \| \| |
|  |                                                      |
|  | Coyote                                               |
|  |                                                      |
|  | Cane                                                 |
|  |                                                      |
|  | Lupo grigio                                          |
|  |                                                      |

|  | Cane        |
|  |             |
|  | Lupo grigio |
|  |             |

|  | \| \| Cane \| \| \| \| \| \| Lupo grigio \| \| \| \| |
|  |                                                      |
|  | Coyote                                               |
|  |                                                      |
|  | Cane                                                 |
|  |                                                      |
|  | Lupo grigio                                          |
|  |                                                      |

|  | Cane        |
|  |             |
|  | Lupo grigio |
|  |             |

|  | \| \| Cane \| \| \| \| \| \| Lupo grigio \| \| \| \| |
|  |                                                      |
|  | Coyote                                               |
|  |                                                      |
|  | Cane                                                 |
|  |                                                      |
|  | Lupo grigio                                          |
|  |                                                      |

|  | Cane        |
|  |             |
|  | Lupo grigio |
|  |             |

|  | \| \| Cane \| \| \| \| \| \| Lupo grigio \| \| \| \| |
|  |                                                      |
|  | Coyote                                               |
|  |                                                      |
|  | Cane                                                 |
|  |                                                      |
|  | Lupo grigio                                          |
|  |                                                      |

|  | Cane        |
|  |             |
|  | Lupo grigio |
|  |             |

|  | \| \| Cane \| \| \| \| \| \| Lupo grigio \| \| \| \| |
|  |                                                      |
|  | Coyote                                               |
|  |                                                      |
|  | Cane                                                 |
|  |                                                      |
|  | Lupo grigio                                          |
|  |                                                      |

|  | Cane        |
|  |             |
|  | Lupo grigio |
|  |             |

|  | \| \| Cane \| \| \| \| \| \| Lupo grigio \| \| \| \| |
|  |                                                      |
|  | Coyote                                               |
|  |                                                      |
|  | Cane                                                 |
|  |                                                      |
|  | Lupo grigio                                          |
|  |                                                      |

|  | Cane        |
|  |             |
|  | Lupo grigio |
|  |             |

|  | \| \| Cane \| \| \| \| \| \| Lupo grigio \| \| \| \| |
|  |                                                      |
|  | Coyote                                               |
|  |                                                      |
|  | Cane                                                 |
|  |                                                      |
|  | Lupo grigio                                          |
|  |                                                      |

|  | Cane        |
|  |             |
|  | Lupo grigio |
|  |             |

|  | \| \| Cane \| \| \| \| \| \| Lupo grigio \| \| \| \| |
|  |                                                      |
|  | Coyote                                               |
|  |                                                      |
|  | Cane                                                 |
|  |                                                      |
|  | Lupo grigio                                          |
|  |                                                      |

|  | Cane        |
|  |             |
|  | Lupo grigio |
|  |             |

|  | \| \| Cane \| \| \| \| \| \| Lupo grigio \| \| \| \| |
|  |                                                      |
|  | Coyote                                               |
|  |                                                      |
|  | Cane                                                 |
|  |                                                      |
|  | Lupo grigio                                          |
|  |                                                      |

|  | Cane        |
|  |             |
|  | Lupo grigio |
|  |             |

|  | \| \| Cane \| \| \| \| \| \| Lupo grigio \| \| \| \| |
|  |                                                      |
|  | Coyote                                               |
|  |                                                      |
|  | Cane                                                 |
|  |                                                      |
|  | Lupo grigio                                          |
|  |                                                      |

|  | Cane        |
|  |             |
|  | Lupo grigio |
|  |             |

|  | \| \| Cane \| \| \| \| \| \| Lupo grigio \| \| \| \| |
|  |                                                      |
|  | Coyote                                               |
|  |                                                      |
|  | Cane                                                 |
|  |                                                      |
|  | Lupo grigio                                          |
|  |                                                      |

|  | Cane        |
|  |             |
|  | Lupo grigio |
|  |             |

|  | \| \| Cane \| \| \| \| \| \| Lupo grigio \| \| \| \| |
|  |                                                      |
|  | Coyote                                               |
|  |                                                      |
|  | Cane                                                 |
|  |                                                      |
|  | Lupo grigio                                          |
|  |                                                      |

|  | Cane        |
|  |             |
|  | Lupo grigio |
|  |             |

|  | \| \| Cane \| \| \| \| \| \| Lupo grigio \| \| \| \| |
|  |                                                      |
|  | Coyote                                               |
|  |                                                      |
|  | Cane                                                 |
|  |                                                      |
|  | Lupo grigio                                          |
|  |                                                      |

|  | Cane        |
|  |             |
|  | Lupo grigio |
|  |             |

|  | \| \| Cane \| \| \| \| \| \| Lupo grigio \| \| \| \| |
|  |                                                      |
|  | Coyote                                               |
|  |                                                      |
|  | Cane                                                 |
|  |                                                      |
|  | Lupo grigio                                          |
|  |                                                      |

|  | Cane        |
|  |             |
|  | Lupo grigio |
|  |             |

|  | \| \| Cane \| \| \| \| \| \| Lupo grigio \| \| \| \| |
|  |                                                      |
|  | Coyote                                               |
|  |                                                      |
|  | Cane                                                 |
|  |                                                      |
|  | Lupo grigio                                          |
|  |                                                      |

|  | Cane        |
|  |             |
|  | Lupo grigio |
|  |             |

|  | \| \| Cane \| \| \| \| \| \| Lupo grigio \| \| \| \| |
|  |                                                      |
|  | Coyote                                               |
|  |                                                      |
|  | Cane                                                 |
|  |                                                      |
|  | Lupo grigio                                          |
|  |                                                      |

|  | Cane        |
|  |             |
|  | Lupo grigio |
|  |             |

|  | \| \| Cane \| \| \| \| \| \| Lupo grigio \| \| \| \| |
|  |                                                      |
|  | Coyote                                               |
|  |                                                      |
|  | Cane                                                 |
|  |                                                      |
|  | Lupo grigio                                          |
|  |                                                      |

|  | Cane        |
|  |             |
|  | Lupo grigio |
|  |             |

|  | \| \| Cane \| \| \| \| \| \| Lupo grigio \| \| \| \| |
|  |                                                      |
|  | Coyote                                               |
|  |                                                      |
|  | Cane                                                 |
|  |                                                      |
|  | Lupo grigio                                          |
|  |                                                      |

|  | Cane        |
|  |             |
|  | Lupo grigio |
|  |             |

|  | \| \| Cane \| \| \| \| \| \| Lupo grigio \| \| \| \| |
|  |                                                      |
|  | Coyote                                               |
|  |                                                      |
|  | Cane                                                 |
|  |                                                      |
|  | Lupo grigio                                          |
|  |                                                      |

|  | Cane        |
|  |             |
|  | Lupo grigio |
|  |             |

|  | \| \| Cane \| \| \| \| \| \| Lupo grigio \| \| \| \| |
|  |                                                      |
|  | Coyote                                               |
|  |                                                      |
|  | Cane                                                 |
|  |                                                      |
|  | Lupo grigio                                          |
|  |                                                      |

|  | Cane        |
|  |             |
|  | Lupo grigio |
|  |             |

|  | \| \| Cane \| \| \| \| \| \| Lupo grigio \| \| \| \| |
|  |                                                      |
|  | Coyote                                               |
|  |                                                      |
|  | Cane                                                 |
|  |                                                      |
|  | Lupo grigio                                          |
|  |                                                      |

|  | Cane        |
|  |             |
|  | Lupo grigio |
|  |             |

|  | \| \| Sciacallo striato \| \| \| \| \| \| Sciacallo dalla gualdrappa \| \| \| \| |
|  |                                                                                  |
|  | Sciacallo striato                                                                |
|  |                                                                                  |
|  | Sciacallo dalla gualdrappa                                                       |
|  |                                                                                  |

|  | Sciacallo striato          |
|  |                            |
|  | Sciacallo dalla gualdrappa |
|  |                            |

|  | \| \| Cane \| \| \| \| \| \| Lupo grigio \| \| \| \| |
|  |                                                      |
|  | Coyote                                               |
|  |                                                      |
|  | Cane                                                 |
|  |                                                      |
|  | Lupo grigio                                          |
|  |                                                      |

|  | Cane        |
|  |             |
|  | Lupo grigio |
|  |             |

|  | \| \| Cane \| \| \| \| \| \| Lupo grigio \| \| \| \| |
|  |                                                      |
|  | Coyote                                               |
|  |                                                      |
|  | Cane                                                 |
|  |                                                      |
|  | Lupo grigio                                          |
|  |                                                      |

|  | Cane        |
|  |             |
|  | Lupo grigio |
|  |             |

|  | \| \| Cane \| \| \| \| \| \| Lupo grigio \| \| \| \| |
|  |                                                      |
|  | Coyote                                               |
|  |                                                      |
|  | Cane                                                 |
|  |                                                      |
|  | Lupo grigio                                          |
|  |                                                      |

|  | Cane        |
|  |             |
|  | Lupo grigio |
|  |             |

|  | \| \| Cane \| \| \| \| \| \| Lupo grigio \| \| \| \| |
|  |                                                      |
|  | Coyote                                               |
|  |                                                      |
|  | Cane                                                 |
|  |                                                      |
|  | Lupo grigio                                          |
|  |                                                      |

|  | Cane        |
|  |             |
|  | Lupo grigio |
|  |             |

|  | \| \| Cane \| \| \| \| \| \| Lupo grigio \| \| \| \| |
|  |                                                      |
|  | Coyote                                               |
|  |                                                      |
|  | Cane                                                 |
|  |                                                      |
|  | Lupo grigio                                          |
|  |                                                      |

|  | Cane        |
|  |             |
|  | Lupo grigio |
|  |             |

|  | \| \| Cane \| \| \| \| \| \| Lupo grigio \| \| \| \| |
|  |                                                      |
|  | Coyote                                               |
|  |                                                      |
|  | Cane                                                 |
|  |                                                      |
|  | Lupo grigio                                          |
|  |                                                      |

|  | Cane        |
|  |             |
|  | Lupo grigio |
|  |             |

|  | \| \| Cane \| \| \| \| \| \| Lupo grigio \| \| \| \| |
|  |                                                      |
|  | Coyote                                               |
|  |                                                      |
|  | Cane                                                 |
|  |                                                      |
|  | Lupo grigio                                          |
|  |                                                      |

|  | Cane        |
|  |             |
|  | Lupo grigio |
|  |             |

|  | \| \| Cane \| \| \| \| \| \| Lupo grigio \| \| \| \| |
|  |                                                      |
|  | Coyote                                               |
|  |                                                      |
|  | Cane                                                 |
|  |                                                      |
|  | Lupo grigio                                          |
|  |                                                      |

|  | Cane        |
|  |             |
|  | Lupo grigio |
|  |             |

|  | \| \| Cane \| \| \| \| \| \| Lupo grigio \| \| \| \| |
|  |                                                      |
|  | Coyote                                               |
|  |                                                      |
|  | Cane                                                 |
|  |                                                      |
|  | Lupo grigio                                          |
|  |                                                      |

|  | Cane        |
|  |             |
|  | Lupo grigio |
|  |             |

|  | \| \| Cane \| \| \| \| \| \| Lupo grigio \| \| \| \| |
|  |                                                      |
|  | Coyote                                               |
|  |                                                      |
|  | Cane                                                 |
|  |                                                      |
|  | Lupo grigio                                          |
|  |                                                      |

|  | Cane        |
|  |             |
|  | Lupo grigio |
|  |             |

|  | \| \| Cane \| \| \| \| \| \| Lupo grigio \| \| \| \| |
|  |                                                      |
|  | Coyote                                               |
|  |                                                      |
|  | Cane                                                 |
|  |                                                      |
|  | Lupo grigio                                          |
|  |                                                      |

|  | Cane        |
|  |             |
|  | Lupo grigio |
|  |             |

|  | \| \| Cane \| \| \| \| \| \| Lupo grigio \| \| \| \| |
|  |                                                      |
|  | Coyote                                               |
|  |                                                      |
|  | Cane                                                 |
|  |                                                      |
|  | Lupo grigio                                          |
|  |                                                      |

|  | Cane        |
|  |             |
|  | Lupo grigio |
|  |             |

|  | \| \| Cane \| \| \| \| \| \| Lupo grigio \| \| \| \| |
|  |                                                      |
|  | Coyote                                               |
|  |                                                      |
|  | Cane                                                 |
|  |                                                      |
|  | Lupo grigio                                          |
|  |                                                      |

|  | Cane        |
|  |             |
|  | Lupo grigio |
|  |             |

|  | \| \| Cane \| \| \| \| \| \| Lupo grigio \| \| \| \| |
|  |                                                      |
|  | Coyote                                               |
|  |                                                      |
|  | Cane                                                 |
|  |                                                      |
|  | Lupo grigio                                          |
|  |                                                      |

|  | Cane        |
|  |             |
|  | Lupo grigio |
|  |             |

|  | \| \| Cane \| \| \| \| \| \| Lupo grigio \| \| \| \| |
|  |                                                      |
|  | Coyote                                               |
|  |                                                      |
|  | Cane                                                 |
|  |                                                      |
|  | Lupo grigio                                          |
|  |                                                      |

|  | Cane        |
|  |             |
|  | Lupo grigio |
|  |             |

|  | \| \| Cane \| \| \| \| \| \| Lupo grigio \| \| \| \| |
|  |                                                      |
|  | Coyote                                               |
|  |                                                      |
|  | Cane                                                 |
|  |                                                      |
|  | Lupo grigio                                          |
|  |                                                      |

|  | Cane        |
|  |             |
|  | Lupo grigio |
|  |             |

|  | \| \| Cane \| \| \| \| \| \| Lupo grigio \| \| \| \| |
|  |                                                      |
|  | Coyote                                               |
|  |                                                      |
|  | Cane                                                 |
|  |                                                      |
|  | Lupo grigio                                          |
|  |                                                      |

|  | Cane        |
|  |             |
|  | Lupo grigio |
|  |             |

|  | \| \| Cane \| \| \| \| \| \| Lupo grigio \| \| \| \| |
|  |                                                      |
|  | Coyote                                               |
|  |                                                      |
|  | Cane                                                 |
|  |                                                      |
|  | Lupo grigio                                          |
|  |                                                      |

|  | Cane        |
|  |             |
|  | Lupo grigio |
|  |             |

|  | \| \| Cane \| \| \| \| \| \| Lupo grigio \| \| \| \| |
|  |                                                      |
|  | Coyote                                               |
|  |                                                      |
|  | Cane                                                 |
|  |                                                      |
|  | Lupo grigio                                          |
|  |                                                      |

|  | Cane        |
|  |             |
|  | Lupo grigio |
|  |             |

|  | \| \| Cane \| \| \| \| \| \| Lupo grigio \| \| \| \| |
|  |                                                      |
|  | Coyote                                               |
|  |                                                      |
|  | Cane                                                 |
|  |                                                      |
|  | Lupo grigio                                          |
|  |                                                      |

|  | Cane        |
|  |             |
|  | Lupo grigio |
|  |             |

|  | \| \| Cane \| \| \| \| \| \| Lupo grigio \| \| \| \| |
|  |                                                      |
|  | Coyote                                               |
|  |                                                      |
|  | Cane                                                 |
|  |                                                      |
|  | Lupo grigio                                          |
|  |                                                      |

|  | Cane        |
|  |             |
|  | Lupo grigio |
|  |             |

|  | \| \| Cane \| \| \| \| \| \| Lupo grigio \| \| \| \| |
|  |                                                      |
|  | Coyote                                               |
|  |                                                      |
|  | Cane                                                 |
|  |                                                      |
|  | Lupo grigio                                          |
|  |                                                      |

|  | Cane        |
|  |             |
|  | Lupo grigio |
|  |             |

|  | \| \| Cane \| \| \| \| \| \| Lupo grigio \| \| \| \| |
|  |                                                      |
|  | Coyote                                               |
|  |                                                      |
|  | Cane                                                 |
|  |                                                      |
|  | Lupo grigio                                          |
|  |                                                      |

|  | Cane        |
|  |             |
|  | Lupo grigio |
|  |             |

|  | \| \| Cane \| \| \| \| \| \| Lupo grigio \| \| \| \| |
|  |                                                      |
|  | Coyote                                               |
|  |                                                      |
|  | Cane                                                 |
|  |                                                      |
|  | Lupo grigio                                          |
|  |                                                      |

|  | Cane        |
|  |             |
|  | Lupo grigio |
|  |             |

|  | \| \| Cane \| \| \| \| \| \| Lupo grigio \| \| \| \| |
|  |                                                      |
|  | Coyote                                               |
|  |                                                      |
|  | Cane                                                 |
|  |                                                      |
|  | Lupo grigio                                          |
|  |                                                      |

|  | Cane        |
|  |             |
|  | Lupo grigio |
|  |             |

|  | \| \| Cane \| \| \| \| \| \| Lupo grigio \| \| \| \| |
|  |                                                      |
|  | Coyote                                               |
|  |                                                      |
|  | Cane                                                 |
|  |                                                      |
|  | Lupo grigio                                          |
|  |                                                      |

|  | Cane        |
|  |             |
|  | Lupo grigio |
|  |             |

|  | \| \| Cane \| \| \| \| \| \| Lupo grigio \| \| \| \| |
|  |                                                      |
|  | Coyote                                               |
|  |                                                      |
|  | Cane                                                 |
|  |                                                      |
|  | Lupo grigio                                          |
|  |                                                      |

|  | Cane        |
|  |             |
|  | Lupo grigio |
|  |             |

|  | \| \| Cane \| \| \| \| \| \| Lupo grigio \| \| \| \| |
|  |                                                      |
|  | Coyote                                               |
|  |                                                      |
|  | Cane                                                 |
|  |                                                      |
|  | Lupo grigio                                          |
|  |                                                      |

|  | Cane        |
|  |             |
|  | Lupo grigio |
|  |             |

|  | \| \| Cane \| \| \| \| \| \| Lupo grigio \| \| \| \| |
|  |                                                      |
|  | Coyote                                               |
|  |                                                      |
|  | Cane                                                 |
|  |                                                      |
|  | Lupo grigio                                          |
|  |                                                      |

|  | Cane        |
|  |             |
|  | Lupo grigio |
|  |             |

|  | \| \| Cane \| \| \| \| \| \| Lupo grigio \| \| \| \| |
|  |                                                      |
|  | Coyote                                               |
|  |                                                      |
|  | Cane                                                 |
|  |                                                      |
|  | Lupo grigio                                          |
|  |                                                      |

|  | Cane        |
|  |             |
|  | Lupo grigio |
|  |             |

|  | \| \| Cane \| \| \| \| \| \| Lupo grigio \| \| \| \| |
|  |                                                      |
|  | Coyote                                               |
|  |                                                      |
|  | Cane                                                 |
|  |                                                      |
|  | Lupo grigio                                          |
|  |                                                      |

|  | Cane        |
|  |             |
|  | Lupo grigio |
|  |             |

|  | \| \| Cane \| \| \| \| \| \| Lupo grigio \| \| \| \| |
|  |                                                      |
|  | Coyote                                               |
|  |                                                      |
|  | Cane                                                 |
|  |                                                      |
|  | Lupo grigio                                          |
|  |                                                      |

|  | Cane        |
|  |             |
|  | Lupo grigio |
|  |             |

|  | \| \| Sciacallo striato \| \| \| \| \| \| Sciacallo dalla gualdrappa \| \| \| \| |
|  |                                                                                  |
|  | Sciacallo striato                                                                |
|  |                                                                                  |
|  | Sciacallo dalla gualdrappa                                                       |
|  |                                                                                  |

|  | Sciacallo striato          |
|  |                            |
|  | Sciacallo dalla gualdrappa |
|  |                            |

### Sottospecie
Dal 2005, la Mammal Species of the World (MSW3) riconosce ufficialmente due sottospecie di caberù.
| Sottospecie                          | Autorità       | Descrizione | Areale | Sinonimi |
| ------------------------------------ | -------------- | --- | --- | --- |
| Caberù settentrionale C. s. simensis | Rüppell, 1840  | | Rift Valley etiopica nordoccidentale: Monti Semien, Guna, Guassa Menz, e gli altopiani settentrionali e meridionali di Wollo. | C. s. crinensis (Erlanger & Neumann, 1900) C. s. semiensis (Heuglin, 1862) C. s. simensis (Gray, 1869) C. s. walgi (Heuglin, 1862) |
| Caberù meridionale C. s. citernii    | de Beaux, 1922 | Inizialmente classificato come sottospecie distinta a causa del suo manto rosso lucente, sebbene questo non sia un tratto tassonomico affidabile. Il suo osso nasale è in ogni caso più allungato dell'osso nasale della sottospecie settentrionale. | Rift Valley etiopica sudorientale: Arsi e le Montagne di Bale                                                                 | |

## Descrizione

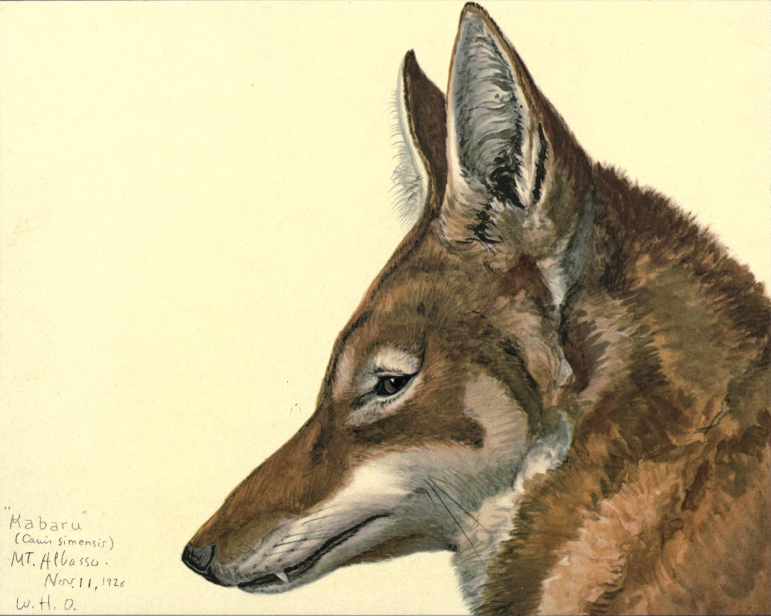
Dipinto di Louis Agassiz Fuertes (1926).

Il caberù presenta una taglia e un aspetto simili a quelli del coyote nordamericano, risultando però più grande degli sciacalli africani e dotato di arti più lunghi. Il cranio è relativamente piatto, con la regione facciale che occupa il 58% della lunghezza totale del teschio. Le orecchie sono larghe e appuntite, mentre i denti, in particolare i premolari, sono ampiamente spaziati. I canini misurano tra 14 e 22 mm, mentre i carnassiali sono relativamente piccoli. Come tipico del genere Canis, i maschi sono circa il 20% più grandi delle femmine. Gli adulti misurano tra 84 e 101 cm di lunghezza e tra 53 e 62 cm d'altezza. Il peso varia da 14,2 a 19,3 kg nei maschi e da 11,2 a 14,5 kg nelle femmine.
Il manto del caberù è composto da una giarra corta e una borra folta, che lo protegge da temperature fino a -15 °C. La pelliccia è prevalentemente ocra e rosso ruggine, con una folta borra bianca o color zenzero. La gola, il torace e l'addome sono bianchi, e una striscia bianca corre lungo i lati del collo. La coda, bianca nella parte inferiore e con una punta nera, non presenta, a differenza di altri canidi, una marcatura scura sulla ghiandola sopracaudale. La muta avviene durante la stagione delle piogge, tra agosto e ottobre. Sebbene non vi siano variazioni stagionali nel colore della pelliccia, il contrasto tra le aree rosse e bianche diventa più evidente con l'età. Le femmine tendono ad avere un colore più chiaro rispetto ai maschi. Durante la stagione degli accoppiamenti, la pelliccia delle femmine diventa più giallastra e lanosa, mentre la coda assume un colore marroncino e perde molti peli.
Gli incroci tra caberù e cani randagi producono individui più robusti rispetto ai caberù puri, caratterizzati da musi più corti e pellicce di colore più variegato.

## Comportamento

### Comportamenti sociali e territoriali
Il caberù è un animale sociale che vive in gruppi familiari composti generalmente da sei individui, sebbene possano raggiungere fino a 20 esemplari di età superiore a un anno. I branchi sono costituiti da maschi itineranti e alcune femmine, tra cui solo la femmina dominante è riproduttivamente attiva, mentre le altre sono soppresse. Ogni branco presenta una gerarchia ben definita. In caso di morte della femmina dominante, questa può essere sostituita da una figlia, ma ciò aumenta il rischio di endogamia. Per mitigare questo rischio, possono verificarsi accoppiamenti al di fuori del branco o situazioni di paternità molteplice. La dispersione dei caberù dai loro branchi è limitata dalla scarsità di territori liberi.
I branchi occupano territori mediamente ampi circa 6 km². Tuttavia, in aree dove il cibo è scarso, i caberù vivono in coppie, talvolta accompagnati dai cuccioli, e difendono territori più estesi, fino a 13,4 km². In assenza di malattie, i territori tendono a rimanere statici, anche se i branchi possono espandersi qualora si liberi un territorio vicino, ad esempio per la scomparsa di un altro branco. L'estensione del territorio dipende dalla disponibilità di roditori, dal numero di membri del branco e dal tasso di sopravvivenza dei cuccioli. I caberù riposano di notte all'aperto, riunendosi all'alba e nel pomeriggio, prima di separarsi per pattugliare il territorio. Durante la pioggia, cercano riparo sotto rocce sporgenti o dietro massi, ma non usano tane, tranne che per l'allattamento dei cuccioli. Durante le pattuglie, marcano regolarmente i confini del territorio e interagiscono in modo aggressivo con i branchi vicini. Gli scontri territoriali, tuttavia, si risolvono spesso con la ritirata del branco meno numeroso.

### Riproduzione
L'accoppiamento del caberù avviene tra agosto e novembre. Durante il periodo di corteggiamento, il maschio dominante insegue la femmina, che accetta l'approccio solo di lui o di un maschio appartenente a un altro branco. La gestazione dura tra i 60 e i 62 giorni, e i cuccioli nascono nei mesi di ottobre e novembre. I cuccioli nascono ciechi e sdentati, con una pelliccia di colore grigio antracite e due macchie marroni, una sul torace e una sull'addome. Le cucciolate comprendono generalmente da due a sei piccoli, che emergono dalla tana dopo tre settimane, quando il loro manto scuro comincia a essere sostituito dalla pelliccia adulta. All'età di cinque settimane, iniziano a nutrirsi con una combinazione di latte e cibo solido, completando lo svezzamento intorno alle dieci settimane, sebbene in alcuni casi il processo possa prolungarsi fino ai sei mesi. L'intero branco contribuisce alla protezione e al nutrimento dei cuccioli. Le femmine subordinate, in alcune occasioni, sostituiscono la madre per allattarli. I caberù raggiungono la maturità sessuale intorno ai due anni.
La maggior parte delle femmine lascia il branco al compimento del secondo anno di vita per unirsi a nuovi gruppi. Questa dispersione favorisce la formazione di coppie dominanti non imparentate, rappresentando un adattamento naturale per prevenire l'inincrocio.

### Caccia
A differenza della maggior parte dei carnivori sociali, il caberù è un cacciatore solitario, specializzato nella cattura di piccole prede. Caccia prevalentemente di giorno, quando i roditori sono più attivi, sebbene sia stato osservato cacciare in branco per abbattere prede più grandi, come i giovani nyala di montagna Il Maggiore Percy-Cotton descrisse il metodo di caccia del caberù con queste parole:
(Powell-Cotton)
Questa tecnica è particolarmente utilizzata nella caccia al topo talpa gigante. Il livello di sforzo varia da un leggero grattare il terreno al distruggere intere tane, lasciando cumuli di terra alti fino a un metro. Nelle montagne di Bale, i caberù sono stati osservati cacciare tra le mandrie di bovini, una strategia che, secondo alcuni studiosi, permette loro di nascondere la propria presenza, utilizzando le vacche come distrazione. I caberù sono stati anche visti associarsi ai branchi di gelada. Pur potendo facilmente predare i cuccioli di questi primati, preferiscono cacciare i roditori nelle loro vicinanze. È probabile che le attività delle scimmie, che disturbano l'ambiente circostante, spingano i roditori fuori dai loro nascondigli, rendendoli più accessibili per i caberù.

## Ecologia

### Habitat

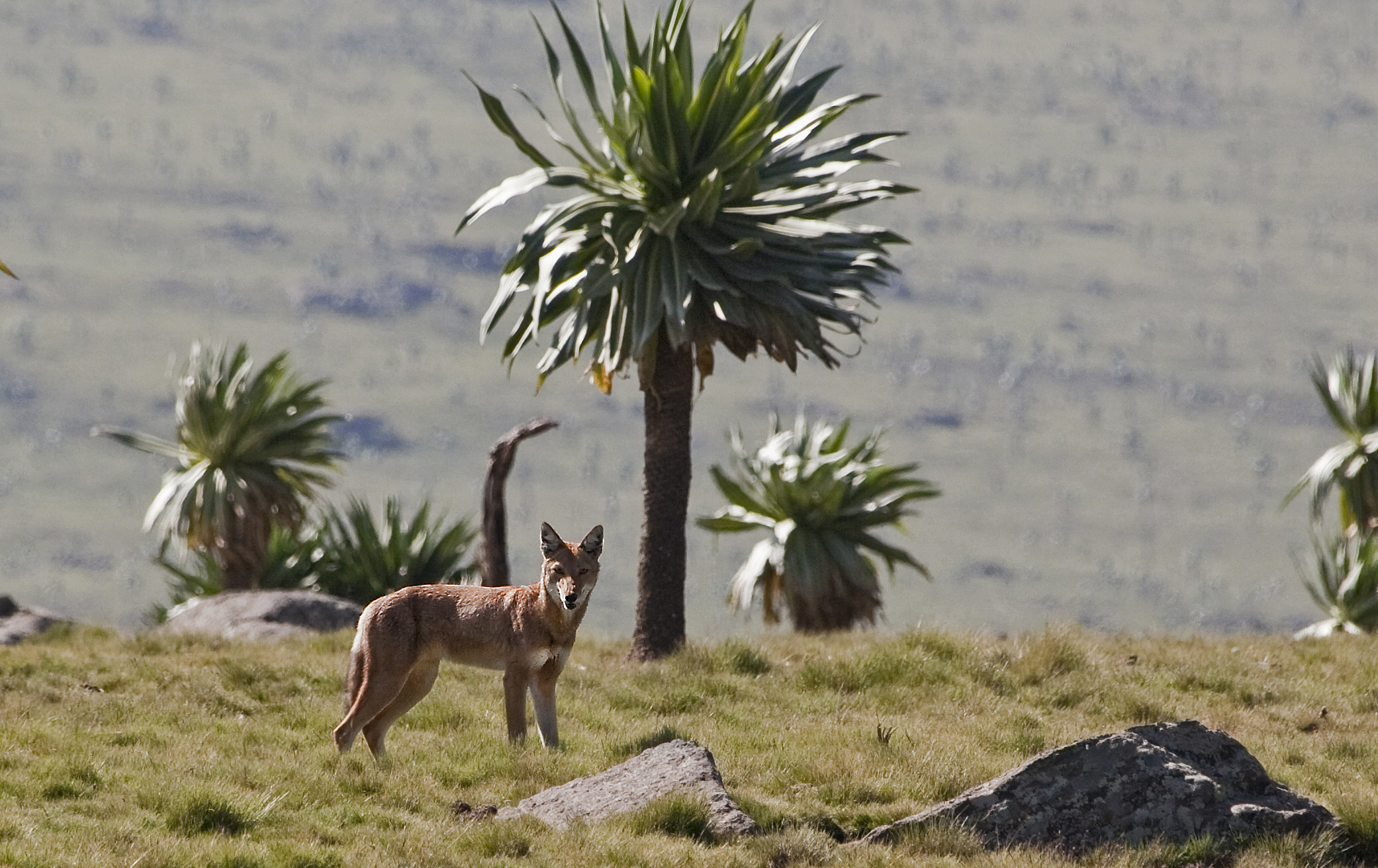
Caberù nei Monti Semien.

Il caberù è confinato in aree isolate di praterie e lande afroalpine, ricche di roditori, che costituiscono il suo habitat ideale. Questi ambienti si trovano generalmente tra i 3 200 e i 4 500 metri di altitudine, sopra la linea degli alberi. Nelle montagne di Bale, alcuni esemplari abitano praterie montane situate a circa 3 000 metri. Sebbene nei primi anni del 1900 siano stati osservati caberù nel Gojjam e nel nord-ovest dello Shoa a circa 2 500 metri, non sono stati più avvistati al di sotto dei 3 000 metri. Oggi, l'espansione dell'agricoltura di sussistenza fino a 3 700 metri ha relegato la specie a quote più elevate.

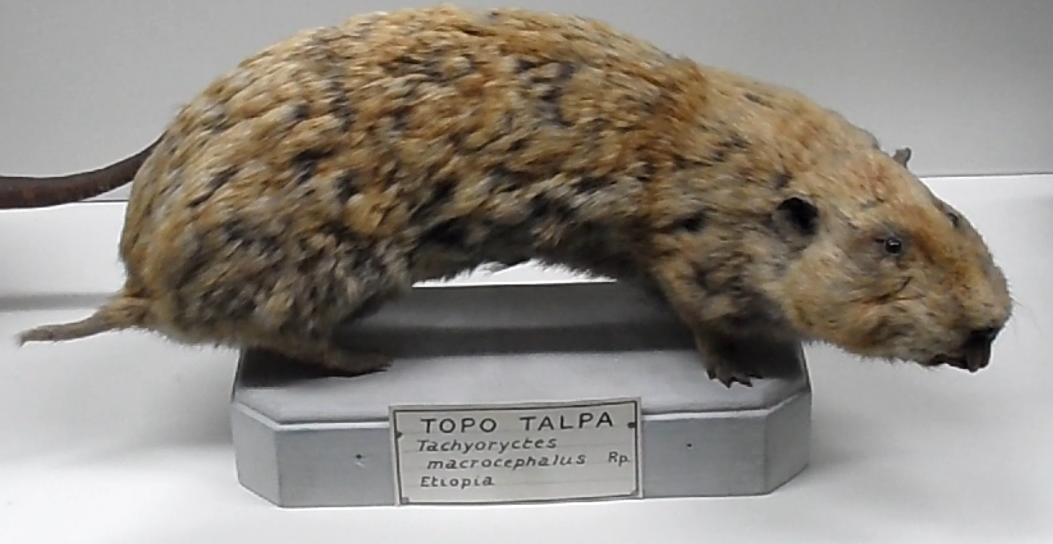
Topo talpa gigante (Tachyoryctes macrocephalus), preda principale del caberù.

Il caberù sfrutta tutti gli habitat afroalpini ma predilige ambienti aperti caratterizzati da praterie di erbe corte abitate dai roditori, più comuni in aree pianeggianti o leggermente inclinate con scarso drenaggio e suoli profondi. Nelle montagne di Bale, il suo habitat principale comprende praterie dominate da Alchemilla, con poca copertura vegetale. Altri habitat preferiti includono praterie di tussock, zone di arbusti di alta quota ricche di Helichrysum, e praterie di erbe corte su terreni poco profondi. Nel suo areale settentrionale, l'habitat del caberù è costituito da praterie di tussock Festuca, cespugli di Euryops e lobelie giganti (Lobelia acrochila, Lobelia rhynchopetalum). Sebbene di importanza secondaria, le brughiere di Ericacee presenti nel Simièn possono offrire rifugi utili ai caberù che vivono in aree eccessivamente antropizzate.

### Dieta
Nelle montagne di Bale, la principale preda del caberù è il topo talpa gigante (Tachyoryctes macrocephalus), anche se si nutre anche di altre specie come i ratti dei prati di Blick, i topi dal pelo a spazzola e le lepri etiopi. Tra le prede secondarie si annoverano i ratti del Vlei, i topi dal pelo a spazzola gialli, oltre a uccelli come le oche e le loro uova. In rare occasioni, è stato osservato cacciare gli iraci e i vitelli di nyala di montagna. Nelle aree in cui il topo talpa gigante è assente, il caberù si adatta cacciando prede alternative, come il più piccolo topo talpa dell'Africa orientale. Nei monti del Simièn, la dieta è dominata dai ratti delle praterie abissine. Sporadicamente, sono state rinvenute nelle feci foglie non digerite di carici, probabilmente ingerite per controllare i parassiti o per aumentare l'apporto di fibre alimentari. Sebbene il caberù si cibi occasionalmente di carogne, viene spesso scacciato da competitori più aggressivi come i cani randagi e i lupi africani. Non rappresenta una minaccia significativa per il bestiame: i pastori, infatti, lasciano spesso i loro greggi a pascolare nei territori occupati dal caberù senza subire attacchi.